# Babanka
Babanka (ukrainisch und russisch Бабанка) ist eine Siedlung städtischen Typs im Südwesten der ukrainischen Oblast Tscherkassy mit etwa 2300 Einwohnern (2014).

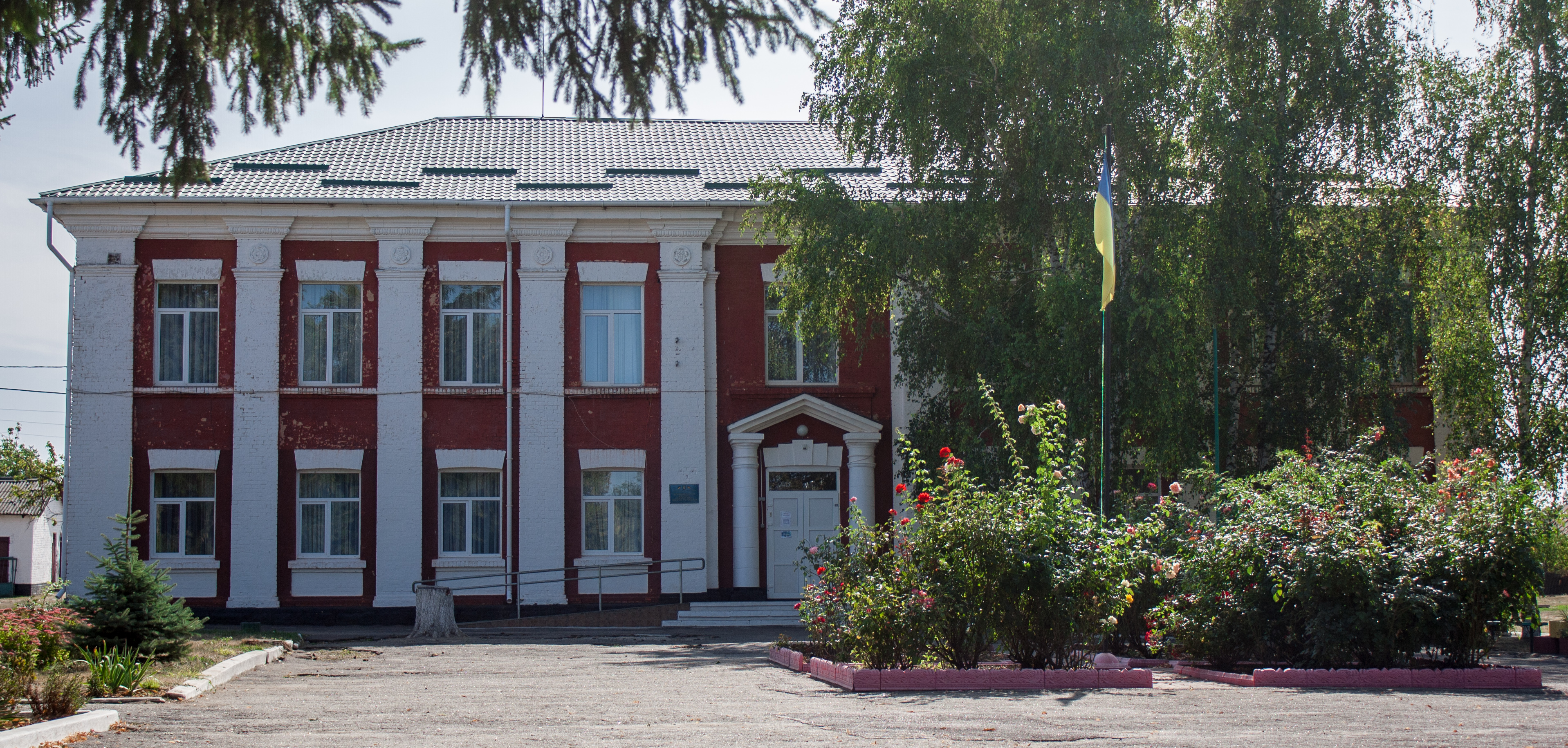
Verwaltungsgebäude im Ort

Die Siedlung liegt im Rajon Uman an der Fernstraße M 12 183 km südwestlich vom Oblastzentrum Tscherkassy und 22 km östlich vom Rajonzentrum Uman. 1991 erhielt die Ortschaft den Status einer Siedlung städtischen Typs. Durch Babanka fließt die 53 km lange Rewucha (Ревуха), die zum Flusssystem des Südlichen Bugs gehört.
Bis 1959 war der Ort das Rajonszentrum des gleichnamigen Rajons Babanka.

## Verwaltungsgliederung
Am 12. Juni 2020 wurde die Siedlung zum Zentrum der neugegründeten Siedlungsgemeinde Babanka (ukrainisch Бабанська селищна громада/Babanska selyschtschna hromada), zu dieser zählen auch die 11 in der untenstehenden Tabelle aufgelisteten Dörfer, bis dahin bildete sie die gleichnamige Siedlungsratsgemeinde Babanka (Бабанська селищна рада/Babanska selyschtschna rada) im Osten des Rajons Uman.
Folgende Orte sind neben dem Hauptort Babanka Teil der Gemeinde:
| Name                     | Name              | Name                                   |
| ukrainisch transkribiert | ukrainisch        | russisch                               |
| ------------------------ | ----------------- | -------------------------------------- |
| Apoljanka                | Аполянка          | Аполянка                               |
| Dubowa                   | Дубова            | Дубовая (Dubowaja)                     |
| Korschowa                | Коржова           | Коржова                                |
| Korschowa Sloboda        | Коржова Слобода   | Коржёвая Слобода (Korschowaja Sloboda) |
| Korschowyj Kut           | Коржовий Кут      | Коржовый Кут (Korschowy Kut)           |
| Oksanyna                 | Оксанина          | Оксанина (Oksanina)                    |
| Ostriwez                 | Острівець         | Островец (Ostrowez)                    |
| Rohowa                   | Рогова            | Роговая (Rogowaja)                     |
| Swynarka                 | Свинарка          | Свинарка (Swinarka)                    |
| Wilschana-Slobidka       | Вільшана-Слобідка | Ольшана-Слободка (Olschana-Slobodka)   |
| Wilschanka               | Вільшанка         | Ольшанка (Olschanka)                   |